# 告解
告解（こっかい・こくかい、ラテン語: confessio (atque poenitentia), 英語: penance (or confession), ロシア語: исповедь）とは、キリスト教の幾つかの教派において、罪の赦しを得るのに必要な儀礼や、告白といった行為をいう。教派ごとに概念や用語が異なっている。カトリック教会および正教会では、教義上サクラメントと捉えられているが、聖公会では聖奠的諸式とされる。プロテスタントではサクラメントとは看做されていない。
「告解」は明治時代から多くの教派で使われてきた表記であるが、2011年現在ではいずれの教派においても日常的な語彙ではなく、ほとんどの場合で異なる語彙の方が、正式な呼称、もしくは通用性の高い呼称としての扱いを受けている。

## カトリック教会

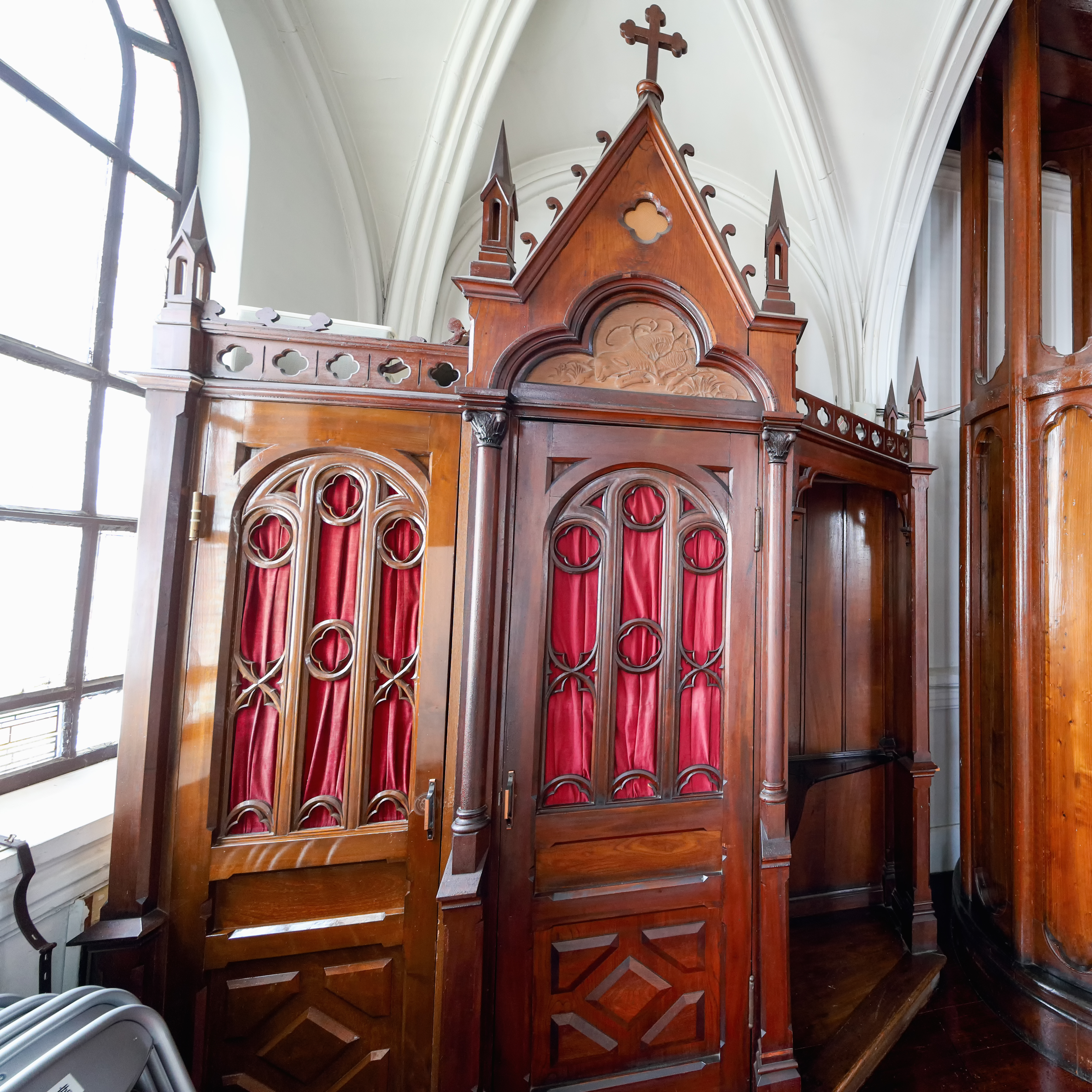
山形県鶴岡市にある鶴岡カトリック教会天主堂の告解場

告解はカトリック教会においては、洗礼後に犯した自罪を聖職者への告白を通して、その罪における神からの赦しと和解を得る信仰儀礼。現在のカトリック教会ではゆるしの秘跡と呼ばれている。
カトリック教会では、大罪を犯した場合には、赦される為にはこの秘跡が不可欠となる。また年に一度は必ず行うべきものとされている。
古い文献では悔悛の秘蹟（かいしゅんのひせき）といった表記や、現在では日本正教会で一般的に用いられる痛悔という語彙も見られるが、現在のカトリック教会ではほとんど使われていない。

## 正教会

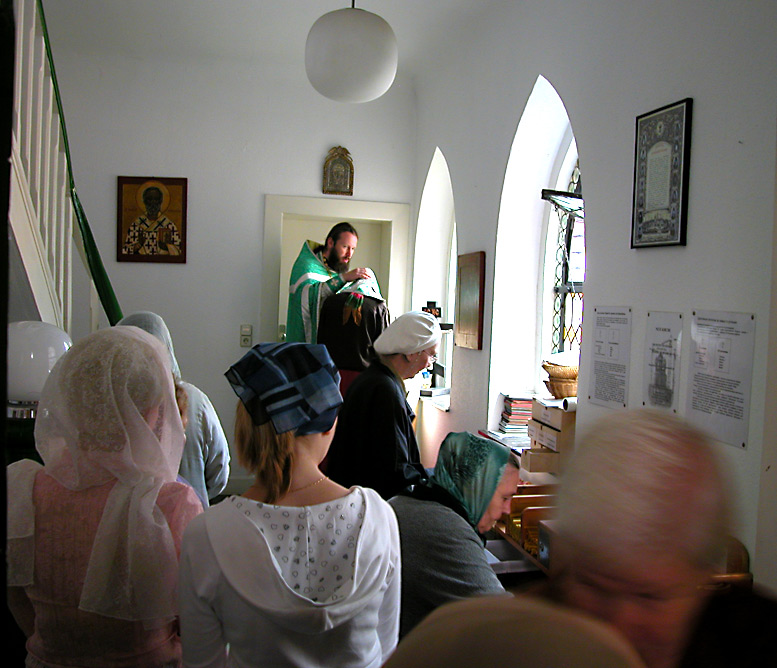
司祭がエピタラヒリを信徒の頭に被せ、痛悔機密を執行している場面（中央奥、デュッセルドルフの生神女庇護教会）

正教会では、機密名としては痛悔機密と呼ばれる。痛悔機密は罪によって正教徒が教会生活から離れた時の、教会における神との和解の正式な儀礼として位置づけられる。
儀礼の名称としては告解禮儀（告解礼儀）との呼称があるが、この呼称は日常的にはほとんど用いられず、もっぱら「痛悔」「痛悔機密」の語彙が用いられる。
ロシア正教会などのスラヴ系正教会や日本正教会では、通常、聖体の領聖（りょうせい・聖体拝領のこと）の前に痛悔を司祭または主教を通して行うこととされている。ただし、ギリシャ正教会などのギリシャ系正教会では、痛悔は領聖の必須要件とはされていない。

## 聖公会
正教会の痛悔機密やカトリック教会のゆるしの秘跡に相当するものとして、聖公会では聖奠的諸式とされる個人懺悔（懺悔もしくは告解とも）があり、さらに他に共同懺悔もある。

## プロテスタント
プロテスタント教会では罪の告白という言い方がされる。プロテスタント教会では、一般にサクラメント（礼典）とは認められておらず、また義務もない。